# Дивовска видра
Дивовска видра или џиновска видра (лат. Pteronura brasiliensis), је водени сисар који живи у Јужној Америци. Дугачка је као одрастао човјек, што је чини најдужим припадником породице куна. Дивовска видра је друштвено биће и живи у породичним групама које садрже од три до осам чланова, што је необично за припаднике породице куна. Група је окупљена око доминантног пара и изузетно су везане и сараднички расположене. Иако по правилу мирољубива, ова врста је територијална и примијећена је агресија међу различитим групама. Активне су искључиво током дана. Најбучнија је врста видри и испушта различите звуке за упозорење, агресивност, храбрење итд.
Дивовска видра насељава сјеверне и средишње дијелове Јужне Америке, иако је њен број значајно смањен и сада је дисконтинуиран. Врста се сматра угроженом од 1999. године и процјењује се да у дивљини има испод 5.000 јединки. Деценије криволова због њеног баршунастог крзна кулминирале су 1950-их и 1960-их година, десеткујући број јединки. Тренутно им највише пријете смањење и губитак станишта. Врло су ријетке у затвореништву: од 2003. године само 60 јединки је држано на тај начин.
Дивовска видра је врло прилагођена за живот у води; има веома густо крзно, реп налик крилу као и пливаће кожице. Дају предност слатководним ријекама и потоцима, који су по правилу сезонски потопљени, те понекад обитава у слатководним језерима и изворима. Изграђује обимне „кампове“ дуж обале, у близини мјеста храњења, чистећи притом велике количине вегетације. Дивовска видра се понајвише храни рибом, посебно харацинима и сомовима, али једе и ракове. Нема озбиљније природне непријатеље, али им конкуренцију у исхрани представљају неотропске видре и неке врсте кајмана.

## Таксономија и еволуција
Видре чине потпородицу Lutrinae унутар породице куна а дивовска видра је једини припадник рода Pteronura. описане су двије подврсте: бразилска, P. brasiliensis brasiliensis, и парагвајска, P. brasiliensis paraguensis. Нетачни описи врста довели су до многоструких синонима (у литератури се потоња врста називала P. brasiliensis paranensis). Ареал бразилске подврсте протеже се широм сјеверних дијелова ареала дивовске видре, укључујући реке Ориноко, Амазон и водене системе Гвајане.
Јужни делови ареала, Парагвај, Уругвај, јужни Бразил и сјеверна Аргентина сматрају се ареалом парагвајске подврсте, иако се она сматра изумрлом у посљедња три подручја. IUCN сматра присутност врсте у Аргентини и Уругвају несигурним. Еколошко истраживање спроведено У Уругвају показало је мању распршеност популација. P. b. paraguensis се сматра мањом и друштвенијом подврстом, са другачијом дентицијом и морфологијом лобање. Научници Картер и Росас одбили су поделу врсте на подврсте 1997. године, истичући да је класификација врједнована само једном, и то 1968. године, те да су јединке различитих подврста веома сличне.
Дивовска видра дијели јужноамерички континент са три врсте рода Lontra: неотропском видром, јужном ријечном видром и обалном видром. Сматра се да се развила независно од рода Lontra, упркос преклапању њиховог ареала.
Филогенетска анализа коју су спровели Коепфли и Вејн 1998. године показала је да дивовска видра чини кладу, која се одвојила од осталих видри прије отприлике 10 до 14 милиона година.

## Биологија и понашање
Дивовска видра је велика, друштвена и дневна животиња. Рани записи путника описују бучне скупине које су окруживале бродове истраживача, али је било доступно мало научних података о врсти прије Диплеовог рада касних 1970-их година. Брига о овој угроженој врсти отада је створила већу истраживачку збирку.

### Физичке особине
Дивовска видра се видно разликује од осталих видри својим морфолошким и социолошким карактеристикама. Има највећу дужину тијела унутар породице куна, иако је морска видра тежа од ње. Мужјаци нарасту у дужину 1,5-1,8 m, а женке 1,5-1,7 m. Рани примјерци њихове коже наводе на закључак да су постојали изузетно велики мужјаци дужине и до 2,4 метра; интензивни криволов вјероватно је допринијео смањеном појављивању таквих примјерака. Мужјаци по правилу теже између 32 и 45,3 килограма, а женке 22 до 26 килограма.
Крзно дивовске видре најкраће је од свих врста видри; по правилу је чоколадне боје, но може бити и црвенкасто или жућкастосмеђе, а када је мокро поприма готово црну боју. Крзно је врло густо, толико да вода уопште не допире до коже. Заштитна длака хвата воду и одржава унутрашње крзно сувим; заштитне длаке су дужине отприлике 8 милиметара, готово двоструко дуже од длака унутрашњег слоја крзна. Баршунасти осјећај крзна учинио ју је врло цијењеном врстом што је заправо и довело до драматичног смањења броја ове врсте. Јединствене ознаке бијелог или крем крзна налазе се на врату или испод браде, што омогућава лако препознавање јединки од рођења. 69 cm укупне дужине тијела отпада на снажан и мишићав реп.
Њушка дивовске видре кратка је и коса, дајући глави облик налик лопти. Уши су мале и заокружене. Нос је у потпуности прекривен крзном, а видљиве су само двије ноздрве налик изрезима. Изразито осјетљиви бркови омогућавају видри да прати промјене у струјању и притиску воде, што је од помоћи при потрази за плијеном. Шапе су кратке и незграпне, завршавајући се великим стопалима с пливаћим кожицама и канџама. Веома је прилагођена животу под водом, те је способна затварати уши и нос док борави испод површине.
Од Картерових и Росасових записа, њен се вид није директно проучавао али посматрања указују да видра лови плијен првенствено уз помоћ вида; изнад воде, способна је угледати и препознати посматраче са велике удаљености. Њена искључиво дневна активност надаље истиче чињеницу да би њен вид требало да буде снажан, како би помогао у лову. Код осталих видри, вид је по правилу нормалан или помало кратковидан, у води и на копну. Слух дивовске видре је истанчан а њух изврстан.

### Комуникација
Дивовска је видра веома бучна животиња, са сложеном комуникацијом. Све видре пуштају звук али према фреквенцији и гласноћи дивовска видра се сматра најбучнијом. Дипле је разлучио девет различитих звукова, са могућом даљњом подјелом, у зависности од контекста. Брзи ХАХ! лавежи или експлозивна роктања значе тренутни интерес или могућу опасност. Треперав врисак вјероватно се користи при блефирању пред уљезом, док се тихо режање користи при агресивнијим упозорењима. Брујање и гугутање умирује чланове скупине. Звиждуци се вјероватно користе при додатним упозорењима или неагресивним намјерама међу скупинама, иако су докази о томе ограничени. Младунчад циче ради придобијања пажње, док нешто старија младунчад цвиле кад почињу да судјелују у друштвеним активностима.

### Друштвено устројство
Дивовска видра је веома друштвена животиња и живи у проширеним породичним групама. Величина групе варира од двије до двадесет јединки, али у просјеку скупину сачињава од три до осам јединки. Веће скупине вјероватно се састоје од двије до три породице које се тренутно заједно хране. Чланови су снажно повезани: заједно се играју, спавају, путују и хране.
Чланови скупине дијеле улоге, окупљени око доминантног пара. Ова је врста веома територијална, те скупине обиљежавају досеге свог територија изметом, жлијезданим излучевинама и пуштањем звука. Примијећена је само једна промјена у односу доминантних парова, при којој је нови мужјак преузео улогу старог; начин промјене у односу није одређен.
Документована је агресивност унутар саме врсте. Одбрана против уљеза чини се кооперативном; док одрасли мужјаци по правилу воде агресивне окршаје, забиљежени су случајеви доминантних женки које су браниле скупину. Један је окршај директно посматран у Бразилском Панатаналу. У другом случају у Бразилу, пронађено је трупло с јасним показатељима који указују на насилан напад од стране других видри, укључујући угризе на њушци и гениталијама, што личи на понашање у затвореништву. Иако то није ријеткост међу великим звијерима, агресивност у оквиру врсте није честа код осталих врста видри; Рибас и Моурãо предложили су корелацију са друштвеношћу животиње, која је такође ријетка код осталих видри. Капацитет агресивног понашања дивовске видре није претјеран. Истраживачи наводе како се скупине видри по правилу избјегавају. Унутар властитих скупина, јединке су изразито мирољубиве и сараднички расположене. Хијерархија унутар скупине није строга и животиње с лакоћом дијеле улоге.

### Размножавање и животни циклус
Детаљи о размножавању и животном циклусу дивовске видре су оскудни али су примјерци у заробљеништву пружили много података. Женке доносе младунчад на свијет једном годишње, иако у дивљини достижу врхунац током сушне сезоне. Еструални циклус траје 21 дан, док су женке рецептивне између трећег и десетог дана. Истраживања у заробљеништву показала су да мужјаци започињу парење. У зоолошком врту „Тирпарк Хагенбек“ у Њемачкој, посматрани су дуготрајни парови и индивидуализирани одабири партнера, а сам чин парења углавном се одвијао у води. Гестација траје између 65 и 70 дана, те женка доноси једног до пет младунаца, док је просјек двоје младунчади по окоту. Истраживање у зоолошком врту „Кали“ у Колумбији показало је да размак између окота износи око шест до седам мјесеци, осим у случају да претходни окот није преживио када се размак смањује на 77 дана. Други извори показали су веће размаке, посебно у дивљини, гдје је најдужи размак износио 21 до 33 мјесеца.
Мајке на свијет доносе слијепу младунчад прекривену крзном унутар подземне јазбине близу ријечне обале. Мужјаци активно судјелују у подизању младунчади и породична веза је снажна; старија браћа такође помажу у подизању младунаца, иако након неколико седмица од доласка младунаца на свијет привремено напуштају скупину. Младунци отварају очи током четврте седмице живота, почињу ходати током пете, а самостално пливају између дванаесте и четрнаесте седмице живота. Осамостаљују се током деветог мјесеца и успјешно самостално лове храну убрзо након тога. Врста достиже полну зрелост након навршене друге године те женска и мушка младунчад трајно напуштају скупину након двије до три године. Тада могу тражити властиту територију и засновати властиту породицу.
Дивовска видра је изузетно осјетљива на људску активност током подизања младунаца. Напримјер, ниједна установа није успјешно подигла младунчад дивовске видре ако родитељима није пружила довољне мјере приватности; стрес узрокован људским визуелним и звучним прекидањима довео је до занемаривања и напаствовања младунчади, инфантицида и смањене лактације. Предложено је, иако не и доказано, да туристи у дивљини узрокују сличне стресове: ометена лактација, смањен лов и напуштање станишта неки су од ризика. Осјетљивост је у складу са снажним заштитничким нагоном према младунчади. Сви чланови скупине могу агресивно насрнути на уљезе, укључујући и чамце с људима.
Најстарије забиљежене јединке дивовске видре у дивљини су имале осам година. У заробљеништву могу живјети и до 17 година са непотврђеним евиденцијама од 19 година. Дивовска видра је осјетљива на разне болести, укључујући и псећу паравирозу. Паразити, попут ларви мува и осталих цријевних паразита, такође утичу на дивовску видру. Остали узроци смрти су несреће, гастроентеритиси, инфантициди и епилептички напади.

### Прехрана
Дивовска видра је кључни грабљивац и њена популација осликава здравље ријечних екосистема. Храни се претежно рибом, укључујући циклиде, харацине (попут пирана), сомове и гргече. Једногодишње истраживање остатака дивовске видре у Бразилу показало је присуство рибљих остатака у свим посматраним изметима дивовске видре. Рибе из реда Perciformes, посебно циклиди, пронађени су у 97% остатака а Characiformes, попут харацина, у 86% остатака. Остаци риба били су врсте средње величине који преферирају плитке воде, што иде у корист дивовској видри која се углавном ослања на вид. Такође, врсте пронађене у остацима пливале су на мање удаљености, што такође вјероватно помаже дивовској видри при хватању. Дивовска видру се сматра опортунистичком врстом која се храни плијеном којег у датом тренутку има највише у њеном подручју. Ако риба није присутна, прехранит ће се раковима, змијама, па чак и мањим кајманима и анакондама.
Врста лови индивидуално, у паровима или скупинама, ослањајући се на оштар вид при проналажењу плијена. У неким случајевима, претпостављени лов у скупинама може бити случајан резултат лова двију породичних скупина које лове засебно у непосредној близини; исконски усклађен лов у скупинама јавља се само када плијен не може бити савладан од стране само једне дивовске видре (анаконде, црни кајман). Дивовска видра даје предност риби која је по правилу непокретна и обитава на ријечном дну. Потјера за плијеном хитра је и бурна, с окретима и трзајима кроз плићак с мало промашаја. Дивовска видра напада одозго и подно плијена, окрећући се око своје осе прије хватања плијена снажним чељустима. Дивовске видре хватају плијен и тренутно се хране њиме; чврсто зграбе рибу међу предње шапе и бучно једу од главе. Картер и Росас открили су да одрасле животиње у заточеништву поједу око 3 килограма хране, што је отприлике 10% њихове тјелесне масе.

## Екологија

### Станиште
Дивовска је видра водоземна, иако првенствено копнена животиња. Може се наћи у слатководним ријекама и потоцима који су већином сезонски потопљени. Остала станишта обухватају слатководне изворе и трајна слатководна језера. Дипле утврђује два кључна фактора у одабиру станишта: обиље хране, које је у позитивној корелацији с плитком водом, те ниске и косе ријечне обале с добрим заклоном и лаким приступом води. Дивовска видра предност даје бистрим тамним водама с каменим или пјешчаним дном.
Подручје блиско ријекама користи се за изградњу јазбина и мјесто дефекације. Дивовске видре чисте значајне количине вегетације градећи своје јазбине и заклоне. Један од извјештаја наводи максимално подручје од 28 m дужине и 15 m ширине, обиљежено жлијезданим излучевинама, урином и фекалијама. У близини заклона, обитељска скупина користи заједничка мјеста за дефекацију, те копају јазбине с многобројним улазима, по правилу испод система коријења или палог дрвећа. У сезонски поплављеним подручјима, дивовске видре понекад напуштају своје заклоне током кишних сезона, распршујући се према поплављеним шумама у потрази за плијеном. Префериране локације каткад постају трајне, често на узвишењима. Такве локације могу постати прилично обимне, укључујући излазе у шуме и мочваре, даље од воде. Свака локација се не обиљежава сваки дан али по правилу пар видри, обично ујутро, патролира кроз све њих.

### Грабежљивост и надметање
Одрасла дивовска видра нема озбиљне природне непријатеље, изузев људи. Дипле је сматрао да су „могући и повремени“ грабљивци који вребају дивовску видру јагуар, пума и анаконде, но ниједна директна посматрања то нису доказала. Младунци су рањивији, и могу постати плијен црног кајмана или другог већег грабљивца, иако одрасле јединке држе удаљену младунчад на оку. Кајман наочарац још је један потенцијални надметач, но Дипле није открио никакво надметање међу врстама у Суринаму. Током боравка у води, дивовска видра у опасности је од животиња које и не морају бити њени предатори: електрична јегуља и раже могу постати смртоносне ако дивовска видра наиђе на њих, док пиране могу оставити тешке угризне ране, што је и доказано ожиљцима на јединкама дивовске видре.
Чак и без директног предатора, дивовска видра и даље се мора надметати са осталим грабљивцима са којим дијели станиште. Дипле је забиљежио интеракцију са неотропском видром. Иако су двије врсте симпатричне (повезане, с преклапајућим подручјима) током одређених сезона, није доказан никакав озбиљан сукоб. Мања неотропска видра много је стидљивија, мање бучна и мање друштвена; тежина неотропске видре износи трећину тежине дивовске видре, чинећи је рањивијом на грабљивце, те ради тога, постаје мање наметљива дивовској видри у надметању за храном. Такође, неотропска видра је активна током сумрака и таме, чиме се смањује шанса наиласка на дивовску видру која је дневна животиња. Њен мањи плијен, различит тип јазбина и различити типови водених површина којима дају предност надаље смањују интеракцију међу врстама.
Друге врсте које вребају над сличним изворима хране обухватају кајмане и велике рибе и сами су рибоједи. Електричне јегуље и велики сомови налазе се међу воденим надметачима.